# IR-Klasse WAP-4
Die WAP-4 ist eine Elektrolokomotive der Indian Railways für den Betrieb mit 25-kV-Wechselstrom mit einer Frequenz von 50 Hz, die in den Jahren 1993 bis 2015 von den Chittaranjan Locomotive Works (CLW) gebaut wurde. Die Bezeichnung der Baureihe setzt sich aus W für wide ‚Breitspur‘, A für alternating current ‚Wechselstrom‘ und P für passenger ‚Reisender‘ für Reisezuglokomotiven zusammen. Hinter dem Bindestrich folgt eine 4, um die 4. Generation der WAP-Lokomotiven zu kennzeichnen.

## Geschichte
Indian Railways benötigte eine Lokomotive zum Führen von Reisezügen mit 24 bis 26 Wagen, die ohne Schiebelokomotive auch Steigungen bewältigen konnte. Die leichten, sehr schnellen Züge sollten durch die in der gleichen Zeit beschafften WAP-5 übernommen werden.
Die Vorgängerbaureihe der WAP-4, die WAP-1, war für die schweren Schnellzüge zu schwach, weshalb eine neue Baureihe entwickelt wurde. Sie verwendete anstelle der Alstom-Fahrmotoren der WAP-1 leistungsfähigere Hitachi-Fahrmotoren, wie sie bereits bei der WAG-5H verbaut worden waren. Weiter wurde ein leistungsfähigerer Transformator zusammen mit leistungsfähigeren Gleichrichtern eingebaut. Damit die Lokomotive trotz der schweren elektrischen Ausrüstung nicht ein höheres Gesamtgewicht erreichte, wurde an vielen Stellen Aluminium verwendet.
Die ersten WAP-4 wurden in Lokomotivkasten der WAP-1 ausgeliefert und ließen sich äußerlich kaum unterscheiden, später wurden die Frontscheiben der WAP-5 übernommen.

## Technik
Von den Stromabnehmern wird der Strom über einen Drucklufthauptschalter dem Transformator zugeführt. Anstelle des 3900-kVA-Transformators der WAP-1 wurde ein neuer 5400-kVA-Transformator verwendet, der später auch in der WAG-7 verwendet wurde. Der Transformator besteht aus einem Autotransformator, dessen Ausgangsspannung mit einem Hochspannungsstufenwähler verändert werden kann, und einem galvanisch getrennten Transformator mit festem Übersetzungsverhältnis, die beide auf demselben Eisenkern in einem Öltank montiert sind.
Der Ausgangsstrom des Transformators wird den beiden Gleichrichterblöcken zugeführt, die den Wechselstrom in Gleichstrom umwandeln. Jeder Block ist für einen Dauerstrom von 2700 A ausgelegt und ist identischer Bauart zu den in den Baureihen WAG-5 und WAP-4 verwendeten Blöcken.
Der Ausgangsstrom der Gleichrichter wird über Glättungsdrosseln und Wendeschalter den sechs Hitachi-Fahrmotoren zugeführt, die dauernd parallel geschaltet sind. In den obersten Fahrstufen wird Feldschwächung angewandt.

## Anstrich
Alle WAP-4 tragen einen rot-schwarzen Anstrich mit einem gelben oder cremefarbenen Zierstreifen. Die Farbtöne sind je nach Zuteilung der Lokomotiven zu den Betriebswerkstätten leicht unterschiedlich.